# 八幡村 (岐阜県武儀郡)
八幡村（はちまんむら）は、かつて岐阜県武儀郡にあった村である。
現在の関市武芸川町八幡に該当する。

## 歴史
- 1889年（明治22年）7月1日 - 町村制により、八幡村が発足。
- 1897年（明治30年）4月1日 - 高野村、小知野村、跡部村、広見村と合併し、南武芸村が発足。同日八幡村は廃止。

## 神社・仏閣
- 武芸八幡宮